# Oczy zła
Oczy zła (ang. See No Evil 2) − amerykański film fabularny z 2014 roku, napisany przez Nathana Brookesa i Bobby'ego Lee Darby'ego oraz wyreżyserowany przez siostry Jen i Sylvię Soska. Jest sequelem horroru Hotel śmierci (2006), wyprodukowanym przez wytwórnie WWE Studios i Lionsgate. W rolach głównych wystąpili aktorzy znani z ról w kinie grozy: Danielle Harris, Katharine Isabelle, Michael Eklund oraz Chelan Simmons. Ponadto w postać masowego mordercy Jacoba Goodnighta wcielił się zapaśnik Glenn „Kane” Jacobs. 
Fabuła filmu skupia się na losie grupy przyjaciół, którzy urządzają przyjęcie w prosektorium. Gdy na ich drodze staje błędnie uznany za martwego psychopata, muszą walczyć o przetrwanie. 
Ogólnoświatowa premiera projektu nastąpiła 17 października 2014 na łamach platform typu VOD. 21 października obraz został wydany na dyskach DVD/Blu-ray. Wcześniej prezentowany był widzom festiwalu kina grozy Screamfest w Los Angeles. 
Odbiór See No Evil 2 przez krytyków był zasadniczo pozytywny.

## Obsada
- Glenn „Kane” Jacobs − Jacob Goodnight
- Danielle Harris − Amy
- Kaj-Erik Eriksen − Seth
- Katharine Isabelle − Tamara
- Greyston Holt − Will
- Chelan Simmons − Kayla
- Lee Majdoub − Carter
- Michael Eklund − Holden
- Reese Alexander − sanitariusz
- Kelly-Ruth Mercier − sanitariuszka
- Jen i Sylvia Soska − denatki (nieuwzględnione w czołówce cameo)

## Produkcja
Plany realizacji filmu ogłoszono na początku sierpniu 2013. Podano wówczas do informacji, że Glenn „Kane” Jacobs powtórzy swoją rolę z prequela, a na stanowisko reżyserskie wytypowano siostry Soska. W drugiej połowie września tego roku szeregi obsady aktorskiej zasilili Danielle Harris, Katharine Isabelle, Michael Eklund, Greyston Holt, Chelan Simmons, Kaj-Erik Eriksen i Lee Majdoub. Isabelle wystąpiła w poprzednim projekcie kanadyjskich reżyserek, horrorze American Mary (2012). Początkowo z produkcją wiązana była także aktorka Tenika Davies. Zdjęcia do filmu kręcono w Vancouver w Kolumbii Brytyjskiej w okresie od 23 września do 11 października 2013. Za główną scenerię powstawania materiału posłużył Riverview Hospital, szpital psychiatryczny w miejscowości Coquitlam. Podczas pracy na planie zdjęciowym aktorki Harris, Isabelle i Simmons samodzielnie wykonywały wszystkie popisy kaskaderskie. Trailer filmu ukazał się 25 lipca 2014.

## Odbiór
Redaktor witryny hisnameisdeath.com okrzyknął See No Evil 2 jednym z najlepszych horrorów 2014 roku, w rankingu uwzględniającym dwadzieścia pięć tytułów przypisując mu miejsce siódme. W podobnych notowaniach film wymienili dziennikarze współpracujący z innymi serwisami: filmwerk.co.uk, playboy.com, fearthecrypt.com oraz scaredsheepless.com.

### Recenzje
Film zebrał zasadniczo pozytywne recenzje krytyków. Fred Topel, dziennikarz współpracujący z witryną nukethefridge.com, chwalił horror: „Morderstwa są krwawe jak diabli, a całość pięknie sfilmowana; siostry Soska wiedzą, w jaki sposób sprawić, by bryzganie krwią wyglądało ujmująco i tragicznie zarazem”. Według Alberta Nowickiego (hisnameisdeath.com), „See No Evil 2 (...) gloryfikuje horror spod znaku maski i piły łańcuchowej, wydobywając z niego wszystko, co kocha publika”. Kwitując film, opiniodawca napisał: „Trzeci indywidualny pełny metraż pokrętnych bliźniaczek wywiązał się z wszelkich wymogów, jakie w ciągu ostatnich miesięcy nałożyli nań sceptycy. Okazał się godnym kontynuatorem sprawdzonego (przynajmniej finansowo...) wątku, solidnie zrealizowanym przez znawczynie gatunku. See No Evil 2 jest obrazem płynnym, znającym prawa, jakimi rządzi się poetyka horroru. Nie widzę w nim krzty zła.” Pamflecista piszący dla strony horrorcultfilms.co.uk określił film jako slasher inny od wielu, stwierdzając, że „jest mądry, gra na stereotypach, dostarczając jednocześnie świeżych pomysłów, a także zapewnia widzom chwile suspensu”. Nav Qateel (Influx Magazine) napisał: „See No Evil 2 jest zaledwie trzecim dziełem fabularnym w karierze sióstr Jen i Sylvii Soska, lecz stawia sprawę jasno − panie zostaną z nami na długo”. Qateel zachwalał także grę aktorów. W recenzji dla serwisu brutalashell.com dziennikarz imieniem Ben uznał, że See No Evil 2 nie wnosi nic do kanonu podgatunku slashera, a poziomem ustępuje poprzedniemu filmowi sióstr Soska, American Mary.

## Sukces komercyjny
Film zyskał miano najlepiej sprzedającego się horroru na rynku DVD/Blu-ray w 2014 roku. Zainkasował niemal milion sto tysięcy dolarów, deklasując inne wydawnictwa straight-to-video z gatunku kina grozy: Leprechaun: Origins, Drogę bez powrotu 6: Hotel na uboczu czy Wolf Creek 2.

## Nagrody i wyróżnienia
- 2014, Fright Meter Awards:
  - nominacja do nagrody Fright Meter w kategorii najlepsza aktorka drugoplanowa (wyróżniona: Katharine Isabelle)[26]
- 2015, Fangoria Chainsaw Awards:
  - nominacja do nagrody Chainsaw w kategorii najlepsza aktorka drugoplanowa (Katharine Isabelle; kandydatka dopisana do listy)[27]
- 2015, BloodGuts UK Horror Awards:
  - nominacja do nagrody BloodGuts UK Horror w kategorii najlepszy aktor (Kaj-Erik Eriksen)[28]